# Flugplatz Legnago

i7
i11
i13
Der Flugplatz Legnago (ICAO-Code: LIDL) ist ein italienischer Flugplatz in der Region Venetien. Er befindet sich rund zehn Kilometer südlich von Legnago bei Rosta di Vangadizza. Manchmal wird er als Legnago-Vangadizza bezeichnet.
Der Flugplatz hat eine 610 Meter lange, in Nord-Süd-Richtung verlaufende Graspiste (16/34). Das Vorfeld, einige Hallen und sonstige Abfertigungseinrichtungen befinden sich im Norden des Flugplatzgeländes bei der Landeschwelle 16. Der Flugplatz dient der Allgemeinen Luftfahrt, betrieben wird er von dem Luftsportverein Associazione Volo Legnago, der vor Ort auch eine Flugschule unterhält. Benannt ist der Flugplatz nach den beiden aus Legnago stammenden Militärpiloten Carlo Marchetto und Francesco Marcati, die im Zweiten Weltkrieg fielen.